# Mediu (arte și cultură)
Acest articol se referă la suportul material al informațiilor din domeniul artei și culturii. Pentru alte sensuri, vezi Mediu (dezambiguizare).
Un mediu în domeniul artei și culturii, general vorbind în domeniul civilizației umane, se referă prin generalizare la toate suporturile materiale ale informației memorate, înregistrate sau care urmează să fie transmisă altor persoane, indiferent de celelalte calități sau trăsături ale acestor informații. În acest sens mediile mijlocesc între autorul (sursa) informației și consumatorul de artă sau cultură (destinația).
Printr-un mediu se poate de ex. înțelege nu numai lâna din care e făcut un covor persan, dar și rețeaua fără fir dintre un furnizor de telefonie mobilă și un abonent, atunci când acesta trimite cuiva un SMS (un mesaj scurt). În zilele noastre prin medii se mai înțeleg și toate mijloacele moderne, cele mai multe digitale, folosite pentru comunicații în mass-media, așa cum ar fi radiodifuziunea, tipăriturile, Internetul și altele.

## Exemple
- materiale fizice: pânza⁠(d) și vopselele în pictură, marmura în sculptură, hârtia în literatură sau desen.
- tehnologii de comunicare: filmul, televiziunea, fotografia, internetul sau realitatea virtuală.
- mijloace tradiționale: limbajul, dansul, muzica sau arta teatrală.